# Rayon d'injectivité
En géométrie riemannienne, le rayon d'injectivité d'une variété riemannienne M en un point p de M est le plus grand rayon pour lequel l'application exponentielle expp est un difféomorphisme. Le rayon d'injectivité de M est la borne inférieure des rayons d'injectivité en chacun de ses points.
Pour une variété géodésiquement complète, si le rayon d'injectivité r en p est fini, alors ou bien il existe une géodésique fermée passant par p et de longueur 2r, ou bien il existe un point q conjugué (en) à p, à distance r de celui-ci. Le rayon d'injectivité d'une variété compacte sans bord est donc soit la moitié de la longueur de la plus petite géodésique fermée, soit la plus petite distance entre deux points conjugués.
Par exemple, le rayon d'injectivité de la sphère unité Sn vaut π. Celui de l'espace hyperbolique standard (demi-espace de Poincaré ou un autre modèle) est infini, mais ses quotients non triviaux, qui sont des variétés à courbure constante négative, ont un rayon d'injectivité fini. L'espace euclidien standard a un rayon d'injectivité infini.